# John Scott (politikus)
John Scott (Alexandria, 1824. július 24. – Philadelphia, 1896. november 29.) az Amerikai Egyesült Államok szenátora (Pennsylvania, 1869–1875).

## Életpályája
John Scott a pennsylvaniai Huntingdon megyei Alexandriában született, majd a pennsylvaniai Chambersburgban a Marshall College-ba járt. Huntingdon ban 1846-tól 1869-ig ügyvédként praktizált. 1846 és 1849 között ügyészségi ügyész volt. 1851-ben az adóügyi bizottság tagja volt. 1862-ben Pennsylvania állam képviselőházának tagja.
Scottot 1869-ben republikánusként beválasztották az Egyesült Államok szenátusába. 1870-ben összehívott egy kongresszusi vizsgálatot a Ku-Klux-Klan rémtetteinek kivizsgálására, de 1875-ben nem indult az újraválasztáson. A negyvenharmadik kongresszusban az Egyesült Államok Szenátusának követelésekkel foglalkozó bizottsága elnöke volt. 1875-ben Pittsburghbe költözött, és 1875-től 1877-ig a Pennsylvania Railroad általános jogtanácsosa, 1877-től 1895-ig pedig általános ügyvivője volt.

## Családja
John Scott apja, akit szintén John Scottnak hívtak, az amerikai képviselőházban szolgált. Édesanyja, Agnes Scott a Georgia állambeli Decaturban található Agnes Scott College névadója.
1896. november 29-én halt meg a pennsylvaniai Philadelphiában, és a The Woodlands temetőben nyugszik.